# Saint-Vaury
Saint-Vaury (okcitansko Sant Vauric) je naselje in občina v francoskem departmaju Creuse regije Limousin. Leta 2008 je naselje imelo 1.861 prebivalcev.

## Geografija
Kraj leži v pokrajini Marche 11 km severozahodno od Guéreta.

## Uprava
Saint-Vaury je sedež istoimenskega kantona, v katerega so poleg njegove vključene še občine Anzême, La Brionne, Bussière-Dunoise, Gartempe, Montaigut-le-Blanc, Saint-Léger-le-Guérétois,Saint-Silvain-Montaigut in Saint-Sulpice-le-Guérétois s 7.016 prebivalci.
Kanton Saint-Vaury je sestavni del okrožja Guéret.

## Zanimivosti
- cerkev saint Julien de Brioude et saint Vaury iz 11. stoletja, prenovljena v 19. stoletju;